# チャールズ・ウィリアムズ
チャールズ・ウィリアムズ（Charles Williams 、1962年6月2日 - ）は、アメリカ合衆国の男性プロボクサー。オハイオ州コロンバス出身。元IBF世界ライトヘビー級王者。

## 来歴
1978年6月28日、プロデビューを果たし4回判定負け。
1981年10月29日、オハイオ州ライトヘビー級王者で後のIBF世界クルーザー級王者ジェフ・ランプキンと対戦し6回TKO負けで王座獲得に失敗した。
1984年11月8日、元WBA世界ライトヘビー級王者マービン・ジョンソンと対戦し10回0-3(90-99、91-99、89-100)の判定負け。
1985年3月2日、マーカス・ジョンソンと対戦し6回3-0の判定負け。
1986年9月20日、USBA全米ライトヘビー級王者ジェームス・サレルモと対戦し12回2-0(116-114、114-113、114-114)の判定勝ちで最少得点差を守りきり王座獲得に成功した。
1987年7月14日、ジョー・ゴルフィンと対戦し2回1分31秒TKO勝ちで初防衛に成功した。
1987年10月29日、IBF世界ライトヘビー級王者ボビー・チェズと対戦し9回終了時棄権で王座獲得に成功した。
1988年6月10日、リチャード・カラマノリスと対戦し初回にダウンを奪うと、11回に2度ダウンを奪ってレフェリーがストップ。11回TKO勝ちで初防衛に成功した。
1988年10月21日、ルフィーノ・アングロと対戦し3回2分21秒TKO勝ちで2度目の防衛に成功した。
1989年6月25日、ボビー・チェズとリマッチを行い10回終了時棄権で3度目の防衛に成功した。
1990年1月7日、フランキー・スウィンデルと対戦し8回終了時棄権で4度目の防衛に成功した。
1991年1月12日、ムウェフ・ベイェと対戦し12回3-0(116-112、115-113、116-113)の判定勝ちで5度目の防衛に成功した。
1991年4月20日、ジェームス・キチェンと対戦し2回23秒TKO勝ちで6度目の防衛に成功した。
1991年7月20日、ビンセント・ヴォルワレと対戦し3回2分49秒TKO勝ちで7度目の防衛に成功した。
1991年10月19日、フランキー・フェルガドと対戦し2回2分24秒TKO勝ちで8度目の防衛に成功した。
1993年3月20日、ヘンリー・マスケと対戦し12回0-3(2者が111-116、110-118)の判定負けで9度目の防衛に失敗し王座から陥落した。
1994年7月29日、IBF世界スーパーミドル級王者ジェームス・トニーと対戦し12回2分45秒TKO負けで2階級制覇に失敗した。
1996年3月24日、クリス・バーノンと対戦し2回KO勝ちの試合を最後に現役を引退した。

## 獲得タイトル
- USBA全米ライトヘビー級王座
- 第4代IBF世界ライトヘビー級王座(防衛8)